# Departamentos de Benín
Benín se divide en 12 departamentos (en francés: départements).

## Historia
En la división territorial de 1958, el país tenía seis provincias resultantes de la división colonial francesa: Atakora, Atlantique, Borgou, Mono, Ouémé y Zou. En 1999, las seis provincias existentes se dividieron por la mitad y formaron los actuales 12 departamentos. A cada uno de los seis nuevos departamentos se le asignó una capital en 2008.
Para la aplicación efectiva de su programa de desarrollo en favor de todas las regiones de Benín, y siguiendo las recomendaciones de las distintas comisiones creadas por regímenes anteriores, el presidente Patrice Talon decide, el 22 de junio de 2016, establecer de un nuevo mapa de las capitales de los departamentos de Benín.

## Lista de departamentos
| Departamento | Capital     | Población (2013) | Superficie (km²) | Antiguo departamento |
| ------------ | ----------- | ---------------- | ---------------- | -------------------- |
| Alibori      | Kandi       | 868 046          | 26 242           | Borgou               |
| Atakora      | Natitingou  | 769 337          | 20 499           | Atakora              |
| Atlantique   | Allada      | 1 396 548        | 3 233            | Atlantique           |
| Borgou       | Parakou     | 1 202 095        | 25 856           | Borgou               |
| Collines     | Dassa-Zoumé | 716 558          | 13 931           | Zou                  |
| Kouffo       | Aplahoué    | 741 895          | 2 404            | Mono                 |
| Donga        | Djougou     | 542 605          | 11 126           | Atakora              |
| Littoral     | Cotonou     | 678,874          | 79               | Atlantique           |
| Mono         | Lokossa     | 495 307          | 1 605            | Mono                 |
| Ouémé        | Porto-Novo  | 1 096 850        | 1 281            | Ouémé                |
| Plateau      | Pobè        | 624 146          | 3 264            | Ouémé                |
| Zou          | Abomey      | 851 623          | 5 243            | Zou                  |